# محمد زور أب (درونة)
محمد زور أب (بالفارسية: محمدزورآب) هي قرية تقع في إيران في قسم درونة الريفي. يقدر عدد سكانها بـ 128 نسمة بحسب إحصاء 2016.